# رضا الباهي
رضا الباهي مخرج ومنتج سينمائي تونسي ولد في 7 أغسطس 1947 بالقيروان. بدأ مجال الكتابة والإخراج والإنتاج للسينما والتلفزيون منذ عام 1960 وأخرج الفيلم الأول له "شمس الضباع" سنة 1977 وعرضه في مهرجان كان السينمائي سنة 1994. إشتهر بإخراجه لفيلم صندوق عجب سنة 2002 وفيلم دائما براندو سنة 2011.
درس علم الاجتماع وحصل على درجة الماجستير في عام 1973 من جامعة باريس نانتير والدكتوراه من المدرسة التطبيقية للدراسات العليا سنة 1977  وقدّم أطروحة بعنوان "السينما والمجتمع في تونس في الستينيات" تحت إدارة مارك فيرو. خلال عمله كمساعد في التلفزيون التونسي كتب سيناريوهات لثلاثة أفلام قصيرة بين سنوات 1964 و 1967، وفي عام 1967 أخرج فيلمه القصير الأول بعنوان "تمثال المرأة" لصالح "الاتحاد التونسي لصانعي الأفلام الهُوّاة".

## أعماله
- العتبتات الممنوعة 1972
- شمس الضباع 1975
- الملائكة 1983
- شمبانيا مرة 1986
- السنونو لا يموت في القدس 1994
- صندوق عجب 2003

## وصلة خارجية
- برنامج العدسة العربية - قناة الجزيرة

## روابط خارجية
- رضا الباهي على موقع IMDb (الإنجليزية)
- رضا الباهي على موقع ألو سيني (الفرنسية)
- رضا الباهي على موقع أول موفي (الإنجليزية)
- رضا الباهي على موقع قاعدة بيانات الفيلم (الإنجليزية)
- رضا الباهي على موقع كينوبويسك (الروسية)